# Samuel Stockton White
Samuel Stockton White (* 19. Juni 1822 in Hulmeville, Pennsylvania; † 30. Dezember 1879 in Paris) war ein amerikanischer Erfinder, Zahnarzt, Wissenschaftsautor und Gründer der seinerzeit größten Zahnfabrik der Welt. Mit seinen Innovationen hat er die Geschichte der Zahnmedizin entscheidend mitgeprägt und war eine der herausragenden Persönlichkeiten in der Geschichte der Zahnheilkunde.

## Leben
S. S. White war der Sohn von William Rose White und Mary Stockton. Er kam 1836 im Alter von 14 Jahren nach Philadelphia. Mit 21 Jahren, 1843, praktizierte White die Zahnheilkunde bei seinem Onkel Samuel Wesley Stockton und beaufsichtigte dessen Produktionsabteilung für künstliche Zähne (sein Onkel war ein Pionier der Herstellung von Keramikzähnen). Sein Vater und sein Onkel stellten künstliche Zähne her und vertrieben sie. Zur Produktion der Prothesenzähne aus Porzellan wurden in Handarbeit Gussformen hergestellt.
S. S. White war Vorsitzender der American Dental Association (ADA). In dieser Funktion traf er während des Sezessionskrieges (1861–1865) mit Abraham Lincoln zusammen, um ihm den Aufbau einer zahnärztlichen Versorgung für die Soldaten der Union vorzuschlagen. Hintergrund war, dass jeder Soldat mindestens sechs obere und sechs untere Zähne haben musste, um beim Laden seines Gewehres das Ende der Papierpatrone mit den Zähnen halten und aufreißen zu können. Wegen logistischer Schwierigkeiten wurde jedoch letztendlich nichts aus seinem Vorschlag.
Im November 1879 hatte White eine episodische zerebrale Durchblutungsstörung, die von seinen Ärzten als  „...a slight attack of congestion of the brain“ (Encephalemia) diagnostiziert worden war. Sie verordneten ihm daraufhin eine Reise nach Europa, um sich von der Arbeit zu erholen. Ein zweiter Anfall, von dem er sich nicht mehr erholte, trat dann kurz vor Weihnachten in Paris auf,  wo er kurz darauf im Alter von 57 Jahren am 30. Dezember 1879 verstarb. In seinem Todesjahr 1879 besaß White ein Vermögen von 1,5 Mill. Dollar.

## Unternehmen
Die Porzellanzähne waren 1817 durch den französischen Zahnarzt A. A. Planteau in den USA eingeführt worden. Der bekannte amerikanische Künstler Charles Peale (1741–1827) begann 1822 in Philadelphia Porzellanzähne zu brennen. Auch Samuel Stockton begann um 1825 in Philadelphia damit, Porzellanzähne kommerziell herzustellen. Samuel Stockton White war sein Neffe, dem es dann gelang, die künstlichen Zähne weiter zu verbessern und in großem Stil zu vermarkten.

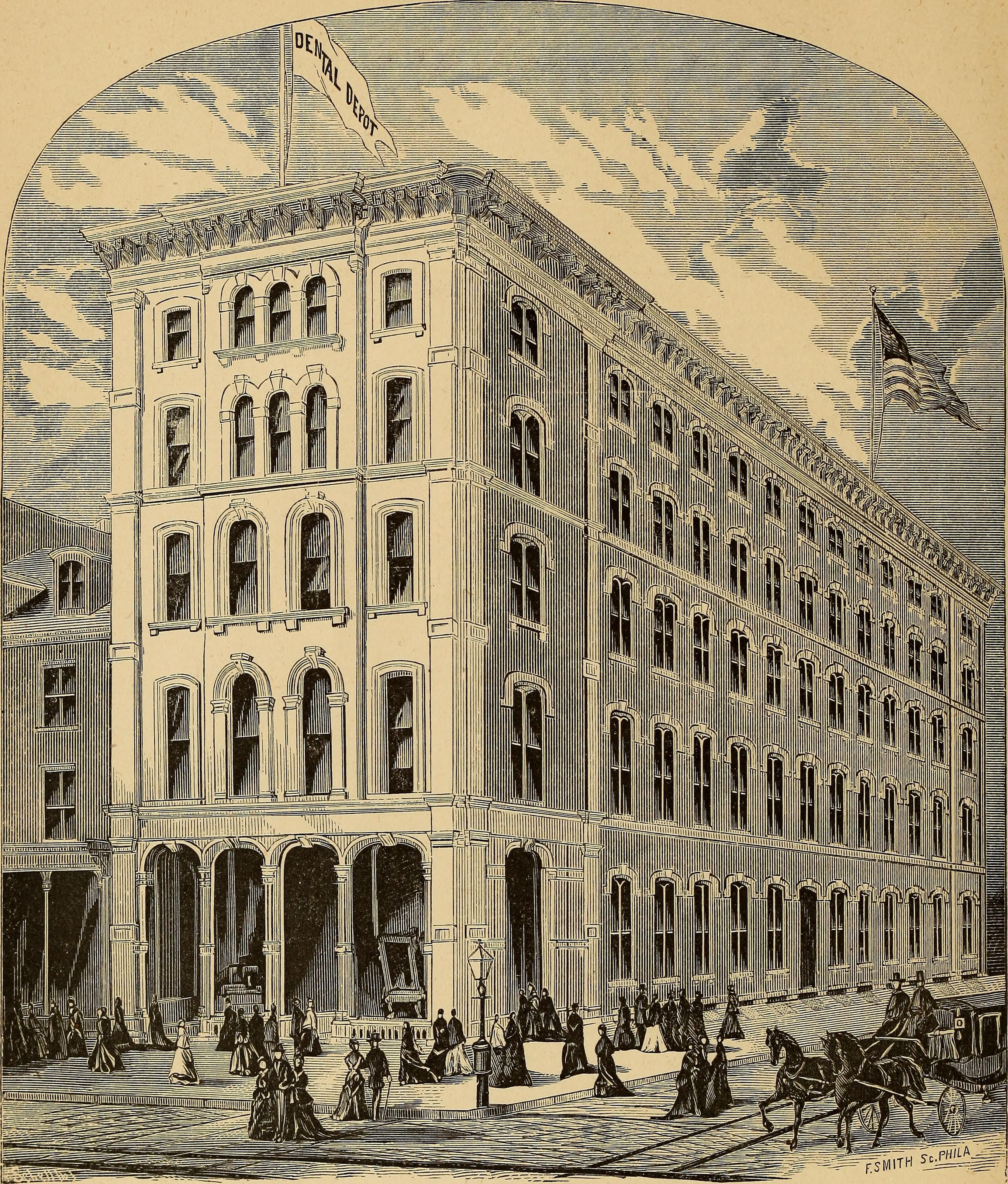
S. S. White, Dentalmanufaktur in Philadelphia

White gründete 1844, nach fünf Lehrjahren als Zahnarzt und Dentalfabrikant, seine eigene Zahnfabrik im Zentrum von Philadelphia, in der North Seventh Street 116: die S. S. White Company. Im ersten Stockwerk war seine Produktionsabteilung und im Erdgeschoss seine Zahnarztpraxis. Im Laufe der Jahre reduzierte White jedoch seine zahnärztliche Praxis immer mehr zugunsten seiner Firma, die Porzellanzähne und ab 1860 auch zahnärztliche Instrumente herstellte. Die Firma begann ihre Arbeit mit nur drei Angestellten. Sie produzierte Porzellanzähne, Zahnbohrer (rotierende zahnärztliche Instrumente), Dentalinstrumente und zahnärztliche Behandlungseinheiten (z. B. der 1878 patentierte Behandlungsstuhl SS White's Elevating Chair – ein Pumpstuhl) und wurde dann später zur größten Dentalfirma der Welt. Whites Porzellanzähne setzten im 19. Jahrhundert weltweit den führenden Standard für Porzellanzähne.
Ein Angestellter der Firma, Dr. Eli T. Starr (1834–1904), fügte 1874 biegsame Wellen für den Hochgeschwindigkeitsbereich in die Dentalmaschinen der Firma ein (für die S. S. White calbel engine). Er bekam für seine Erfindung 1874 das US-Patent Nr. 158,325. Diese flexible Welle war so erfolgreich, dass White weitere Patente zur Verbesserung der biegsamen Welle dazukaufte. Die flexible Welle wurde anfangs nur als Antrieb für Zahnarztbohrer vermarktet. White erkannte dann, dass sie nicht nur im Dentalbereich sinnvoll eingesetzt werden kann, sondern auch in anderen Handwerken, Produkten und Industriezweigen. Im Laufe der nächsten Jahrzehnte entwickelte sich seine Zahnfabrik zur größten Dentalfirma der Welt, mit Filialen in New York, Boston und Chicago. Seine Kataloge erschienen auf Englisch sowie auf Spanisch, Französisch und Deutsch. Die Firma wurde 1881 eine Aktiengesellschaft (S. S. White Dental Manufacturing Company) mit Fabriken in Philadelphia und Staten Island (New York) (diese große Fabrik in New York war von den Johnston Bros. erworben worden; sie war später als S.S. White Castle Manufacturingauf die Produktion von zahnärztlichen Instrumenten und die Gewinnung von medizinischen Gasen spezialisiert). Ende des 19. Jahrhunderts war die S. S. White Dental Manufacturing Company der weltweit größte Hersteller von zahnärztlichen Instrumenten.
Es wurden zahlreiche Verkaufsbüros eröffnet. Anfangs hatte man jedoch nur vier Einzelhandels-Dentalgeschäfte eröffnet (New York (1846), Boston (1850), Brooklyn (1852), Chicago (1858)), um den Verkauf und die Kommunikation mit den Zahnarzt-Kunden zu verbessern. Da die Nachfrage so aber nicht befriedigt werden konnte, verkaufte die Firma dann über Großhändler, die viel mehr Zahnärzte in der Fläche erreichen konnten und auch einen Service anboten. Es gab unter anderem Verkaufsbüros in Atlanta (1891), New Orleans, Cincinnati, San Francisco, Los Angeles, Nashville, Minneapolis und Omaha. Auslandsvertretungen gab es in Berlin (1897), Sankt Petersburg (1899), Toronto, London, Paris, Japan und Australien.
Die Tochterfirma S.S. White Technologies, Inc. produzierte unter anderem auch für alle möglichen Anwendungen in der Industrie flexible Wellen. Diese Wellen wurden beispielsweise ab 1915 für den Antrieb der Tachometer in Fahrzeugen eingesetzt. In den 1920er Jahren gründete die Firma eine Produktionsstätte in Nord-London, hauptsächlich, um Tachometerwellen für Ford zu bauen. Noch heute ist die Firma S.S. White Technologies, Inc. auf die Produktion von flexiblen Wellen für verschiedenste Industriezweige und Anwendungen spezialisiert, insbesondere für den Fahrzeug- und Flugzeugbau. Daneben gibt es die Firma SS White Bur (für Dentalbohrer). Die Tochterfirma S.S. White Industrial wurde in SS White Technologies UK umbenannt.
1968 wurde die Firma S.S. White von Pennsalt übernommen, die die Firma in einen Dentalbereich und einen Industriebereich aufspaltete.
Die S. S. White Dental Manufacturing Company entwickelte 1870 den weltweit ersten elektrischen Antrieb für rotierende Instrumente im Dentalbereich. Die Herstellung von Porzellanzähnen war 1937 eingestellt worden. 1947 führte die Nachfolgerfirma SS White Burs die ersten rotierenden dentalen Hartmetallinstrumente (Wolframcarbid) ein.
Die S. S. White Company gab The Dental News Letter heraus, eine der ersten Dentalzeitschriften. Als deren Nachfolger gründete White 1859 zusammen mit renommierten Zahnärzten die Dentalzeitschrift „The Dental Cosmos“, die sich im Laufe der Zeit zu einer führenden Zeitschrift für den Dentalhandel entwickelte. Sie ging 1939 im renommierten Journal of the American Dental Association (JADA) auf, der Zeitschrift der US-amerikanischen Zahnärztevereinigung.
Whites Klassenkamerad und Freund Thomas W. Evans, der später Leibzahnarzt von Napoleon III. wurde, führte Whites innovative Technik in Europa ein, beispielsweise Behandlungseinheiten mit dem Doriotgestänge. Über Evans konnte White auch Materialien aus Europa besorgen, die in den USA nicht erhältlich waren.

## Ehrungen

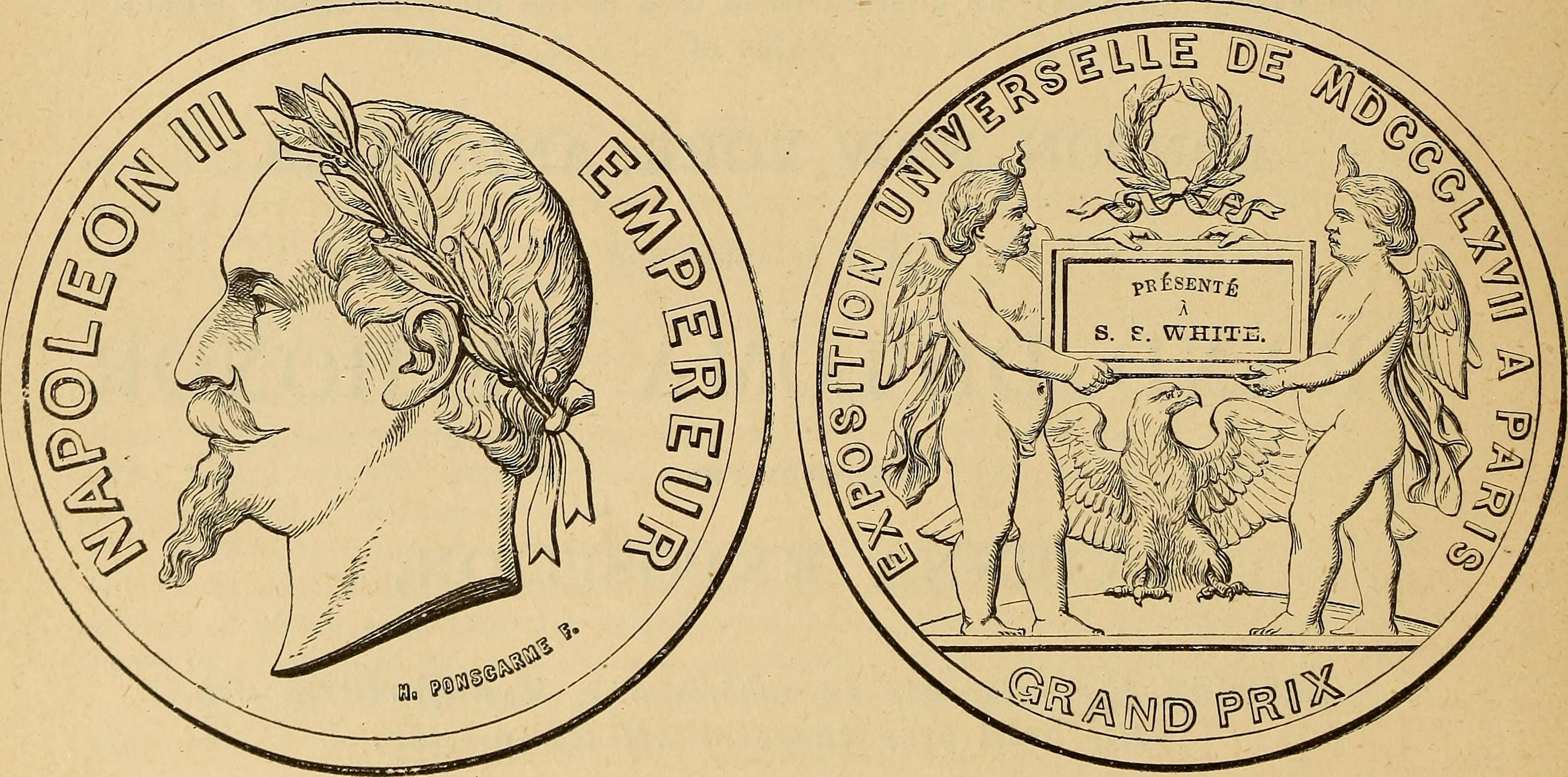
Auszeichnung, die an S. S: White während der Pariser Weltausstellung verliehen wurde

Die Porzellanzähne der Firma wurden 1851 auf der ersten weltweiten Dentalmesse in London (Crystal Palace Exposition) als herausragend ausgezeichnet, ebenso auf der Philadelphia Centennial Exhibition von 1876. In Würdigung seiner Verdienste um den Zahnarztberuf und die Herstellung und Verbesserung von Porzellanzähnen erhielt White 1853 einen Ehrendoktortitel des Philadelphia College of Dental Surgery.